# 200 po vstretchnoï
Albums de t.A.T.u.
200 km/h in the Wrong Lane
(2002)
Singles
1. Ia sochla s ouma
Sortie : décember 2000
2. Nas ne dogoniat
Sortie : avril 2001
3. 30 minout
Sortie : septembre 2001

200 po vstretchnoï (russe : 200 по встречной) est le premier album studio du duo féminin russe t.A.T.u., sorti en 2001.

## Liste des titres
| 1.    | Zatchem ia                      | Зачем я          | 4:08 |
| 2.    | Ia sochla s ouma                | Я сошла с ума    | 3:31 |
| 3.    | Nas ne dogoniat                 | Нас не догонят   | 4:37 |
| 4.    | Dostchitaï do sta               | Досчитай ло ста  | 4:36 |
| 5.    | 30 minout                       | 30 минут         | 3:18 |
| 6.    | Ia tvoï vrag                    | Я твой враг      | 4:17 |
| 7.    | Ia tvoïa ne pervaïa             | Я твоя не первая | 4:18 |
| 8.    | Robot                           | Робот            | 3:53 |
| 9.    | Mal'tchik-gueï                  | Мальчик-гей      | 3:18 |
| 10.   | Nas ne dogoniat (HarDrum Remix) | Нас не догонят   | 3:50 |
| 11.   | 30 minout (HarDrum Remix)       | 30 минут         | 4:02 |
| 43:04 |                                 |                  |      |

| 11. | Ia soshla s ouma (HarDrum Remix) |  |

## Classements
| Classement (2002-03)                | Meilleure position |
| ----------------------------------- | ------------------ |
| République Tchèque (IFPI)           | 1                  |
| European Top 100 Albums (Billboard) | 57                 |
| Japon (Oricon)                      | 123                |
| Pologne (ZPAV)                      | 1                  |
| Slovaquie (IFPI)                    | 1                  |

| Région                                                           | Certification | Ventes/Streams |
| ---------------------------------------------------------------- | ------------- | -------------- |
| Pologne (ZPAV)                                                   | Platine       | 0*             |
| Europe (IFPI)                                                    | Platine       | 1 000 000*     |
| *Ventes selon la certification xNon précisé par la certification |               |                |